# Killzone
Killzone – gra akcji first-person shooter stworzona przez studio Guerrilla Games na konsolę Sony PlayStation 2, wydawcą jest Sony Computer Entertainment. Jest to pierwsza odsłona cyklu gier spod znaku Killzone. Światowa premiera odbyła się w listopadzie 2004 roku.
Fabuła gry toczy się w niedalekiej przyszłości. Prowadzony bohater zostaje wplątany w wojnę z dwoma ludzkimi frakcjami: Helghast oraz ISA, zaś faktyczna rozgrywka rozpoczyna się w momencie podstępnego ataku wojsk Helghast na planetę kontrolowaną przez ISA, tj. Vecte.
Grę rozpoczynamy kapitanem Janem Templarem, z misją zebrania wojsk i wycofania się. Templar spotyka gen. Adamsa, który rozkazuje mu odnaleźć tajnego szpiega, agenta Lugera. Gdy Templar odnajduje Lugera, ich misją staje się przejęcie parku, w którym uwięziono gen. Adamsa. Po drodze spotykają Rica, człowieka, który nienawidzi Helghastów za to, że zniszczyli mu planetę.

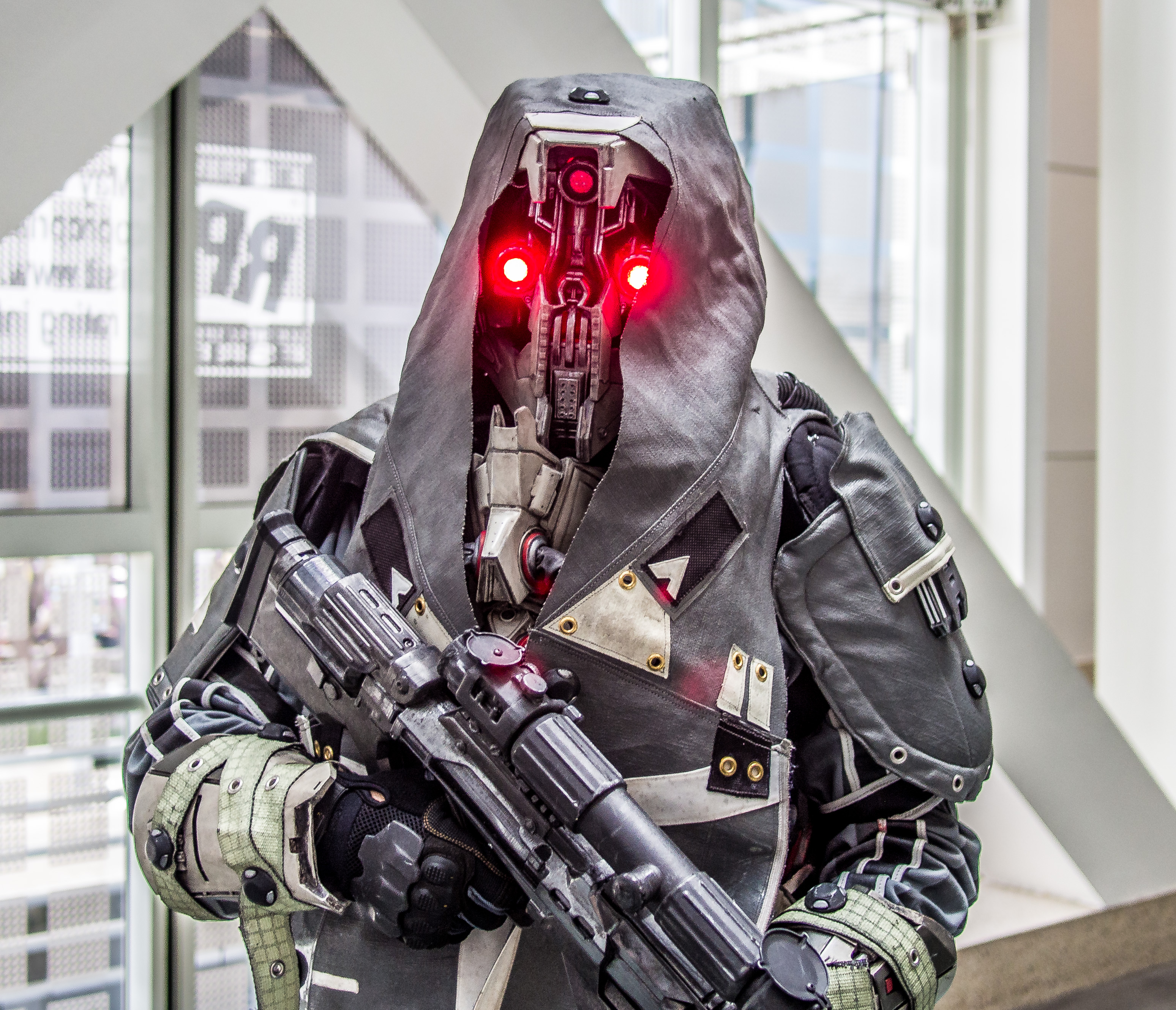
Cosplay – postać z gry